# Longitarsus angorensis
Longitarsus angorensis là một loài bọ cánh cứng trong họ Chrysomelidae. Loài này được Gruev & Kasap miêu tả khoa học năm 1985.